# Женщина-паук
Женщина-паук (англ. Spider-Woman) — псевдоним нескольких персонажей серий комиксов, издаваемых Marvel Comics. Первая Женщина-Паук, Джессика Дрю, появилась в комиксе Marvel Spotlight #32 в феврале 1977 года, написанном Арчи Гудвином и проиллюстрированном Сэлом Бушема и Джимом Муни.

## История публикаций
Женщина-паук впервые появилась в феврале 1977 года в 32 выпуске серии комиксов Marvel Spotlight, а в апреле 1978 года была запущена её собственная серия комиксов — Spider-Woman. В 1978 году Стэн Ли, в то время издатель в Marvel Comics, так прокомментировал появление персонажа:

«Я внезапно понял, что какая-то другая компания могла бы сделать комикс с таким названием и утверждать, что у них есть право использовать это имя, и я подумал что нам нужно сделать всё очень быстро, чтобы стать владельцами авторского права на имя. Я хотел защитить имя, потому что это такая вещь, [где] кто-нибудь другой может сказать: „Эй, почему бы нам не сделать Женщину-паука; они нас не остановят“. Знаете, несколько лет назад мы сделали Чудо-человека, а [DC Comics] засудила нас, потому что у них была Чудо-женщина. Я согласился прекратить печатать истории о нём. И вдруг они делают Пауэр Гёрл [после того, как Marvel создала Пауэр Мена]. Боже мой, как непорядочно».
Оригинальный текст (англ.)I suddenly realized that some other company may quickly put out a book like that and claim they have the right to use the name, and I thought we'd better do it real fast to copyright the name. So we just batted one quickly, and that's exactly what happened. I wanted to protect the name, because it's the type of thing [where] someone else might say, 'Hey, why don't we put out a Spider-Woman; they can't stop us.' ... You know, years ago we brought out Wonder Man, and [DC Comics] sued us because they had Wonder Woman, and ... I said okay, I'll discontinue Wonder Man. And all of a sudden they've got Power Girl [after Marvel had introduced Power Man]. Oh, boy. How unfair.

## Персонажи
- Джессика Дрю (англ. Jessica Drew) — первая Женщина-паук, появившаяся в феврале 1977 года в 32-м выпуске серии комиксов Marvel Spotlight. В 1979 году был снят одноимённый мультсериал об этой версии Женщины-паука.

- Джулия Карпентер (англ. Julia Carpenter) — бывший член таких команд супергероев, как Мстители и Отряд Омега. Джулия стала второй Мадам Паутиной.

- Мэтти Франклин (англ. Mattie Franklin) — выдавала себя за Человека-паука. Про персонажа была создана недолго просуществовавшая мини-серия комиксов.

- Шарлотта Виттер (англ. Charlotte Witter) — суперзлодейка, использовавшая псевдоним «Женщина-паук». Её дебют состоялся в The Amazing Spider-Man (1999) #5. Является внучкой Мадам Паутины. С детства в Шарлотте были заключены сверхспособности, раскрыть которые ей помог Доктор Осьминог.

- Веранке (англ. Veranke) — королева внеземной расы Скруллов, которая долгое время выдавала себя за Джессику Дрю и была одним из основателей команды Новых Мстителей.

## Другие версии
- Хелен Годдард
- Мэри Джейн Уотсон
- Эшли Бартон
- Гвен Стейси — также известна как Гвен-паук из альтернативной вселенной под названием Земля-65, в которой радиоактивный паук укусил Гвен, а не Питера Паркера.
- Ultimate Женщина-паук — супергероиня из вселенной Ultimate Marvel, где является женским клоном Человека-паука под именем Джессика Дрю.

## Вне комиксов

### Телевидение
- Джессика Дрю, озвученная Джоан Ван Арк, является главной герионей собственного мультсериала «Женщина-паук» 1979 года.
- Джулия Карпентер появляется в образе Женщины-паука в мультсериале «Железный человек» 1994 года. В первом сезоне её озвучила Кейсли Дефранко, во втором — Дженнифер Хейл.
- Николетта Рид озвучила Джессику Дрю в анимированном комиксе «Spider-Woman: Agent of S.W.O.R.D», являющегося частью Marvel Knights Animated.
- В 15 серии 4 сезона мультсериала «Великий Человек-паук» Мэри Джейн Уотсон по вине вампира Майкла Морбиуса насильно становится Королевой-Карнаж, но её освободили и окончательно уничтожили симбиота Карнажа. В 21-23 и 25-26 серии 4 сезона выясняется, что Карнаж остался внутри организма Мэри Джейн, и она, благодаря доктору Курту Коннорсу, берёт контроль над симбиотом и использует его способности в благих целях. Псевдоним героини — Совершенная Женщина-паук.

### Кино

#### Вселенная Человека-паука от Sony
В фильме медиафраншизы «Вселенная Человека-паука от Sony» «Мадам Паутина» Джулию Корнуэлл сыграла Сидни Суини, Мэтти Франклин — Селеста О’Коннор, а Аню Коразон — Изабела Монер.